# Černá Hať (zámek)
Černá Hať je hospodářský dvůr s panským domem označovaným jako zámek. Stojí v osadě Velká Černá Hať u Mladotic v okrese Plzeň-sever. Areál je chráněn jako kulturní památka.

## Historie
První písemná zmínka o tvrzi pochází z roku 1577, kdy ji od plaského kláštera koupil Mikuláš Kozelka z Hřivic. Po něm ji zdědil syn Petr s bratry, ale vzhledem ke svému zadlužení museli Černou Hať před rokem 1584 prodat Havlovi Hrobčickému na Kolešovicích za 4400 kop míšeňských grošů. Havlův syn Jeroným ji před rokem 1616 připojil k Všesulovu, u kterého zůstala až do roku 1672. Během třicetileté války se ji snažil na Ladislavu Rudolfovi z Hrobčic získat plaský klášter zpět, čemuž král Ferdinand II. sice vyhověl, ale vpád saských vojsk do Čech skutečnému předání zabránil, a klášter poté již další žádosti o Černou Hať nevznesl. Vdova po Ladislavu Rudolfovi z Hrobčic v roce 1667 černohaťské panství odkázala Václavu Karlovi z Hozlau, ale ten zadlužený statek spolu se Strážištěm a Brdem prodal za deset tisíc zlatých Karlu Maxmiliánovi Lažanskému z Bukové.

## Stavební podoba
Hospodářský dvůr postavený v osmnáctém století na místě tvrze tvoří patrový zámeček a boční hospodářská křídla chlévů. Zámeček vystupuje ze severního traktu jako rizalit. Obytná budova má armovaná nároží, segmentově vyklenutou korunní římsu, trojdílné okno v přízemí a dvě menší okna v patře. Po obou stranách k němu přiléhají chlévy se sedlovými střechami, množstvím vstupů, vikýřů a okének. V křídle po levé straně panského domu vede chodba zaklenutá valenými klenbami se stlačenými lunetami. Součástí dvora je budova upravená na stodolu. Původně v ní bývala sýpka s kovárnou.